# 哈伊迪纳市镇

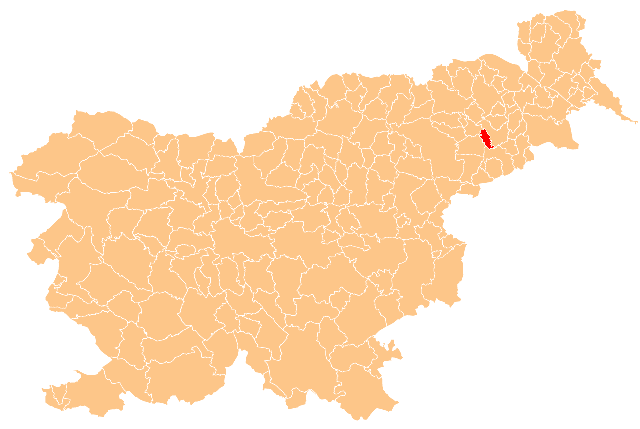
哈伊迪纳市镇於斯洛維尼亞的位置

哈伊迪纳市镇是斯洛文尼亞東北部的市镇，行政中心为上哈伊迪納。市镇面積为21.6平方公里，2002年人口数量为3,712人。

## 外部連結
- 官方网站  （斯洛文尼亚文）
- Municipality of Hajdina at Geopedia （页面存档备份，存于）